# Исаяма, Хадзимэ
Хадзимэ Исаяма (яп. 諫山 創 Исаяма Хадзимэ, род. 29 августа 1986, Хита, Оита) — японский мангака. Выпускник старшей школы Хитарин с техническим уклоном префектуры Оита, профессионального технического училища на базе Института дизайна Кюсю (専門学校九州デザイナー学院 кю: сю: дэдзайна гакуин) в Фукуоке, факультета, специализирующегося на обучении рисованию манги.
На мангаку повлияли Цутому Нихэй, Рёдзи Минагава, Кэнтаро Миура, Хидэки Араи и манга ARMS.

## Биография
Исаяма родился в Ояме (префектура Оита). Рисовал с детства. В старших классах школы он начал отправлять свою мангу на различные конкурсы. После того, как его короткая работа Shingeki no Kyojin была высоко оценена жюри на одном из конкурсов, он переехал в Токио и, чтобы заработать на жизнь, начал работу в интернет-кафе.
В 2006 году он отправил Shingeki no Kyojin на конкурс «Гран-при журнала» (MGP) издательства «Коданся» и получил награду «Хорошая работа». Он предложил свою мангу журналу Shonen Jump, но ему было отказано и предложено переработать историю и стиль, чтобы они больше подходили читательской аудитории журнала. Исаяма отказался и решил обратиться в другие издательства. В 2008 году он подал заявку на конкурс журнала Weekly Shonen Magazine издательства «Коданся» для мангак-новичков. Его работа HEART BREAK ONE получила поощрительный приз.
С 2009 года его первый манга-сериал Shingeki no Kyojin начал выходить в ежемесячном Bessatsu Shonen Magazine. Он получил премию Коданся в категории «сёнэн» (для юношей) и был номинирован на ежегодную Манга Тайсё и Культурную премию Осаму Тэдзуки.
В 2011 году в журнале Nikkei Entertainment был опубликован рейтинг наиболее коммерчески успешных мангак современности. Исаяма занял в рейтинге 17-е место.

## Работы
- Shingeki no Kyojin (яп. 進撃の巨人, 2006) — короткая версия (ваншот)
- HEART BREAK ONE (2008)
- orz (2008)
- Shingeki no Kyojin (яп. 進撃の巨人, 2009 — 2021)